# Alzheimer Nederland
Alzheimer Nederland is een Nederlandse stichting die zich inzet voor een beter leven met en een toekomst zónder dementie. De organisatie richt zich op wetenschappelijk onderzoek naar dementie, belangenbehartiging, voorlichting en ondersteuning van patiënten en mantelzorgers. 
De stichting heeft een landelijk bureau in Amersfoort, 48 regionale afdelingen, en organiseert bijeenkomsten voor lotgenoten, de zogenaamde Alzheimer Cafés en Trefpunten. Naast patiëntenorganisatie is de stichting ook een fonds dat wetenschappelijk onderzoek naar dementie financiert. In 2024 besteedde Alzheimer Nederland 14,3 miljoen euro aan  68 onderzoeken naar dementie.
Alzheimer Nederland werd opgericht door Hendrik Willem ter Haar. Voorzitter van de Raad van Toezicht van de stichting is oud-minister Ank Bijleveld-Schouten.

## Feiten en cijfers over dementie
Momenteel zijn er in Nederland ongeveer 310.000 mensen met dementie. Dit aantal zal mede door de vergrijzing stijgen naar meer dan een half miljoen in 2040. De druk op mantelzorgers neemt hierdoor toe aangezien het zorgpersoneel juist afneemt. Er zijn nu naar schatting 800.000 mantelzorgers in Nederland die voor een naaste met dementie zorgen.

## Dementie.nl
In 2015 lanceerde Alzheimer Nederland het platform Dementie.nl, een uitgebreid informatieportaal voor mensen met dementie, mantelzorgers en professionals. Het platform onderscheidt zich door praktische informatie, ervaringsverhalen en concrete hulpmiddelen te bieden voor de dagelijkse omgang met dementie.

## Samen Dementievriendelijk
Samen Dementievriendelijk is een nationaal initiatief dat in 2016 werd gestart door Alzheimer Nederland en het ministerie van Volksgezondheid, Welzijn en Sport. Het doel is om Nederland dementievriendelijker te maken door burgers en organisaties bewust te maken van de impact van dementie en hen vaardigheden aan te leren om mensen met dementie te helpen. 
Het programma biedt gratis online en fysieke trainingen aan voor verschillende doelgroepen, waaronder winkelpersoneel, bankmedewerkers, politie, openbaar vervoerpersoneel en andere sectoren.